# Carl Langhorst

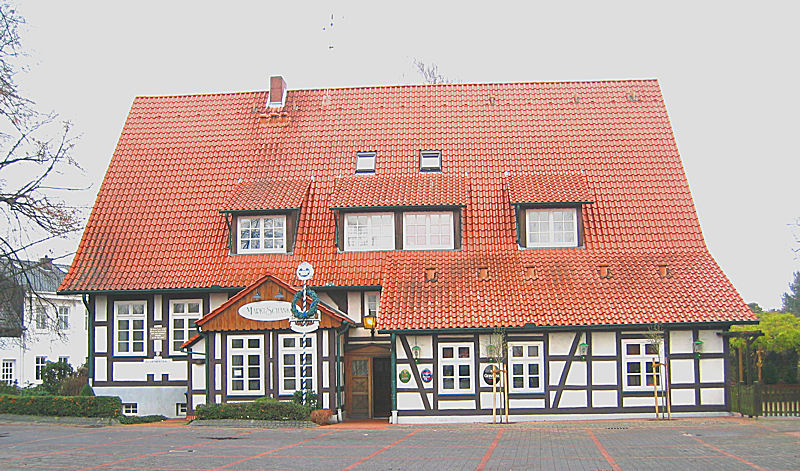
Geburtshaus Carl Langhorst

Carl Langhorst, auch Karl Langhorst (* 22. November 1867 in Rahden; † 1950 ebenda), war ein deutscher Porträtmaler, Dichter und Komponist.

## Leben und Werk

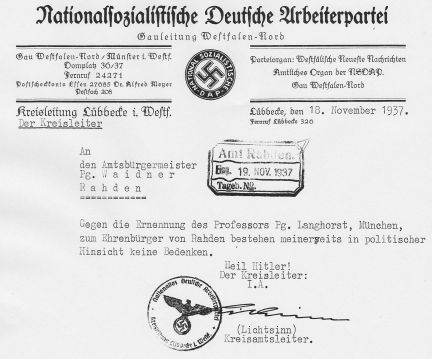
Politische „Unbedenklichkeitsbescheinigung“ der NSDAP für Carl Langhorst

Langhorst war Schüler von Karl Marr und Gabriel von Hackl an der Münchner Kunstakademie, er war unter anderem für die Höfe von Oldenburg, Mecklenburg, Sachsen-Altenburg und Anhalt-Dessau tätig. Der Titel „Professor“ wurde Langhorst am 16. November 1909 in Anerkennung seiner Dienste vom Großherzog von Oldenburg verliehen.
Ein Selbstporträt des Künstlers ist heute in seinem Rahdener Geburtshaus zu besichtigen. Weitere Werke werden im Stadtmuseum Oldenburg oder – wie das im Jahre 1907 geschaffene Porträt der Kronprinzessin Cecilie – in der Burg Hohenzollern ausgestellt. Langhorsts Porträt des Prinzen Heinrich zu Schaumburg-Lippe wurde im Jahre 2014 aufwändig restauriert.
Zu Langhorsts bekanntesten Werken gehört seine Darstellung des Handschlags von Hitler und Hindenburg am sogenannten Tag von Potsdam. Das Motiv fand als Zeitungsbeilage und – in leicht abgewandelter Form – als Postkarte eine weite Verbreitung. Ein Exemplar der Postkarte wird heute im Los Angeles Museum of the Holocaust verwahrt. Langhorst malte daneben Bilder für namhafte Nationalsozialisten, sein Ruf als Maler ist daher heute umstritten. Langhorst trat zum 1. Dezember 1929 der NSDAP bei (Mitgliedsnummer 165.042).
Neben seiner Tätigkeit als Maler verfasste Langhorst etliche Gedichte deutschnationaler und nationalsozialistischer Couleur. Primärquellen sind nur schwer zugänglich, eine öffentliche oder wissenschaftlich fundierte historische Auseinandersetzung mit Langhorsts dichterischem Schaffen hat bisher nicht stattgefunden. Nachfolgend eine Strophe aus seinem Gedicht „Deutschland erwache!“:

„Es marschieren Kolonnen durch das deutsche Land

Im Braunhemd, mit wehenden Fahnen,

Mit blitzendem Aug‘ und erhobener Hand,

Sie alle umschließt ein geheiligtes Band,

Sie wollen zur Pflicht uns ermahnen.

Sie sind geboren aus deutscher Not,

Sie kämpfen und fallen für Freiheit und Brot,

Für ihre heiligste Sache:

D e u t s c h l a n d  e r w a c h e !“

Langhorst komponierte den „Neuen Westfalenmarsch“ und schrieb den Text für das Marschlied „Unterm Hakenkreuz“.
1937 erhielt er die  Ehrenbürgerwürde der Stadt Rahden.

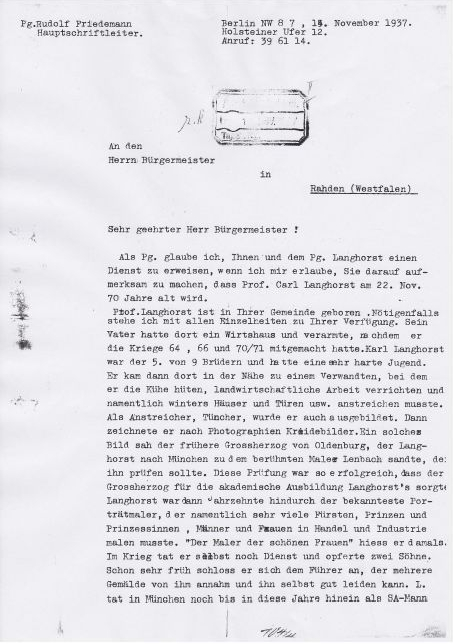
Schreiben des NSDAP-Mitglieds und Hauptschriftleiters Rudolf Friedemann
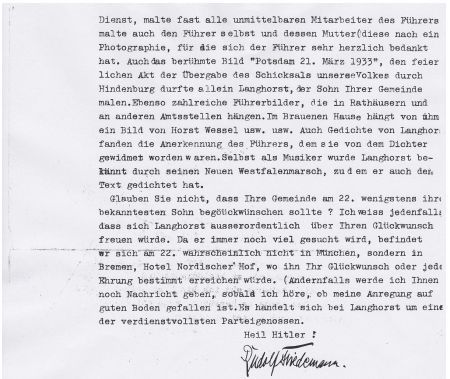
der Wochenzeitung „Das Reich“ an den Bürgermeister der Stadt Rahden